# Freddy Fazbear's Pizzeria Simulator
Freddy Fazbear's Pizzeria Simulator (укр. Піцерія-Симулятор Фредді Фазбера) — це шоста частина франшизи FNaF, з жанром point-and-click, survival horror та simulator. Сиквел Five Nights at Freddy's 3 та «остання» частина франшизи FNaF.
Вона також відрізняється від інших частин FNaF тим, що можна купляти деякі речі та будувати піцерію. А після завершення — попадаєш офіс, який сильно відрізняється від інших офісів. Гра вийшла 4 грудня 2017 року, а мобільна версія — 13 серпня 2019 року, під назвою FNaF 6: Pizzeria Simulator.

## Сюжет
Після пожежі в піцерії із 3 частини, Спрінгтрап потрапив у сміття, де лежали інші: Молтен Фредді (Molten Freddy), Скрап Бейбі (Scrap Baby) та Лефті (Lefty) який був сконструюваний Генрі Емілі щоб впіймати маріонетку. А сам стає Скраптрапом (Scraptrap) або Афтоном (Afton), як інші його називали. А Майкл, після пожежі, пішов у фейкову піцерію, яку створив колишній партнер Вільяма — Генрі Емілі. Майкл перевіряє Скрап Бейбі. Генрі каже, як діяти. Потім, за деякий час — голос обірветься. І буде говорити сама Скрап Бейбі: «Два, один». Після чого подивиться на гравця(Майкла) і екран затемніє. Тоді гравцю кажуть правила в піцерії та її роботу. Можна купляти аніматроніків, оновлювати піцерію, додавати рекламу та інше. Якщо натиснути знизу кнопку «Finished», то Майкл потрапляє в незвичайний офіс, де немає ніяких камер і купа вентиляцій. Тут треба виправити деякі "проблеми" в нашій піцерії. Тоді натиснути вкінці роботи «LOGOFF» і тоді роботу буде закінчено. Майкл кожного дня після роботи перевіряє зламаних аніматроніків. І коли все справно, то після шостої ночі з'являється голос Бейбі і хвалить Майкла. Далі голос обривається і з'являється голос Генрі, він каже шкодує через конфлікт із Вільямом і його місія — об'єднати усіх аніматроніків і знищити їх раз і назавжди. Можна побачити як підіймається температура і саму пожежу. Перед смертю, Генрі розровідає, що Маріонетка — його дочка, і її звати Шарлотта. Майкл, Генрі та інші згоряють в пожежі й, врешті-решт, вони здобувають спокій. Вільям Афтон вирушає до пекла, а всі інші — в рай.

## Ігровий процес

### Пролог
Після запуску гри можна побачити міні гру, де треба створити піцу і кидати дітям. Спочатку 1 і 2 раунд спокійні, а вже 3 раунд почав появлятись темний Фредді. І в 4 раунд гра почала глючити. Потім нас перекидають до столу зі Скрап Бейбі, Вмикається голос Генрі, який каже перевірити Скрап Бейбі та записати її стан. Вкінці голос Генрі переривається, і включається голос Бейбі. Потім дивиться на нас, і екран став темним.

### Перший день
Після прологу гри, нам розказують правила в піцерії та як діяти. Майкла Афтона відображають як худого білого ведмедя (це так спеціально зробили, щоб не бачити, як насправді Майкл виглядає). Починається перший день роботи. Купляємо потрібні нам речі та оновлюємо піцерії. Після наших справ, натискаємо кнопку «Finished», і починається справжній геймплей. Нас викидає в офіс, де розповідають, як діяти в цьому офісі. Після першої нашої роботи нас вітають з успіхом. Тоді екран темнішає і нас перекидають в те саме місце, але уже тут не Скрап Бейбі, а Молтен Фредді. Генрі каже нам його перевірити. І якщо все успішно пройшло, то ми отримуємо додаткові гроші, а якщо ні — втратимо щось в піцерії, і додаткові гроші.

### Другий день
На другий день — майже так само. Проте після натиснення кнопки «Finished» — рівень ускладнюється. Нам часто треба дивитись на вентиляції. Після закінчення другого дня роботи нас відправлять перевірити Скраптрапа. І правила такі самі.

### Третій день
На третій день — майже так само, тільки трохи складніше. Після нашого проходження ми зустрічаємось зі Скрап Бейбі. І правила такі самі.

### Четвертий день
На четвертий день — трохи змінено. Після нашої роботи є два ходи:
1) Якщо ми купляємо Лефті, то після роботи в нас появиться чувачок, і нам скажуть рухатися далі та покинути зал;
2) Якщо ми не купляємо Лефті, то після роботи в нас появиться сам він. І правила будуть так самі, що в минулих ночах.

### П'ятий день
На п'ятий день — трохи змінено. Після нашої роботи — день закінчився.

### Шостий день
На шостий день — все те саме. Але після роботи ми слухаємо голос Бейбі, а тоді голос Генрі. І починається одна із кінцівок. Проте крім «Реальної кінцівки», є ще шість кінцівок.

## Кінцівки

### Справжня кінцівка
Якщо все добре зробити та купити усіх аніматроніків, попри деякі провали, після шостого дня піцерія буде горіти, а разом із нею — Майкл та Генрі. Потім, після згоряння піцерії, нам скажуть, що ми молодці та зробили добру справу. Піцерію закриють, а нам дадуть сертифікат.

### Бездарна кінцівка
Якщо не брати нічого в піцерію і не оновлювати її, то після шостого дня з'явиться кат-сцена, де нам скажуть, що ми цілий час били байдики та не оновлювалися. Тоді нам дадуть сертифікат.

### Хресна кінцівка
Якщо пройти усі три міні гри із секретною кінцівкою:
1) Північний гонщик;
2) Фруктовий лабіринт;
3) Лялька безпеки.
Тоді, після проходження шостого дня ми вкінці отримаємо хорошу кінцівку.

### Кінцівка боржника
Якщо ми матимемо мало грошей, а в нас після першого дня проблеми та нам треба виплатити потрібну суму, а в нас менше, чим треба, то нам показують невеликий ролик, де нам скажуть, що ми заборгували і нам дають сертифікат.

### Кінцівка чорного списку
Якщо ризик в піцерії понад 50, то після проходження нам скажуть, що в нас проблеми з декілька речами й нам дадуть сертифікат.

### Погана кінцівка
Якщо не врятувати жодного аніматроніка, то після проходження в нас з'явиться стіл, а голос Генрі буде говорити, що ми не зробили те, що просили.

### Божевільна кінцівка
Якщо купити Baby Egg (Дитя Яйце), починаємо роботу, вимикаємо комп'ютер, затискаємо внизу кнопку комп'ютера, і тоді включаємо. Тоді нам покажуть схеми. Після показу нам скажуть, що це секретно і додають, що якщо ми розкажемо комусь, нас вважатимуть за божевільного. Тоді ми отримуємо сертифікат.

## Актори озвучування
| Персонажі     | Актори              |
| ------------- | ------------------- |
| Скрап Бейбі   | Гізер Мастерс       |
| Скраптрап     | PJ Heywood          |
| Молтен Фредді | Келлен Ґофф         |
| Лефті         | Лена Ґвендолін Гілл |
| Голос локації | Енді Філд           |
| Генрі Емілі   | Дейв Стіл           |

## Персонажі

### Аніматроніки
Молтен Фредді — антагоніст гри. Той самий Еннард, тільки без Циркус Бейбі. Річ у тім, що Еннард від'єднав її та тепер він трохи змінений в дизайні. В нього є маска Фредді й тільки дротики. Його доля — смерть від пожежі.
Скрап Бейбі — антагоніст гри. Вона була від'єднана Еннардом і склала собі тіло зі сміття. Вона має перед собою клешню замість руки, а також ролики на ногах. ЇЇ доля така сама.
Скрап Трап (Вільям Афтон) — антагоніст гри. Це Спрінгтрап, який вижив у пожежі із FNaF 3. Його доля така сама.
Лефті — антагоніст гри. Він створений для того, щоб схопити Маріонетку. Він виглядає як ведмідь чорного кольору. Його доля така сама.

### Люди
Майкл Афтон — протагоніст гри. Після пожежі із FNaF 3 він із Генрі відкрив піцерію, щоб взяти всіх аніматроніків. І загнавши їх, вони влаштовують пожежу. Його доля — смерть від пожежі.
Генрі Емілі — колишній партнер Вільяма Афтона та батько Маріонетки. Його не можна побачити, проте можна почути його голос із касети. Його доля така сама, як і в Майкла.